# Egon Kaiser

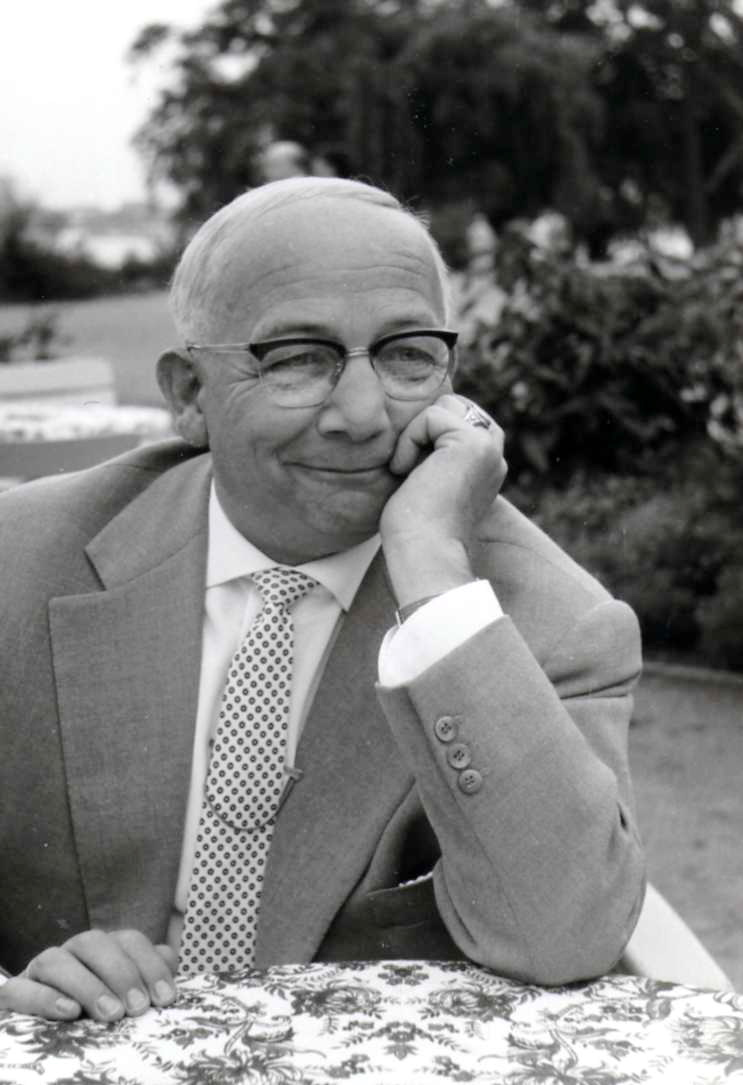
Privataufnahme 1960

Egon Kaiser (* 25. August 1901 in Berlin; † 11. Juli 1982 ebenda) war ein deutscher Bandleader und Arrangeur.

## Leben
Egon Kaiser war nach dem Musikstudium von 1925 bis 1926 an der Staatsoper Berlin tätig und 1925 bis 1926 Kapellmeister am Metropol-Theater. Von 1926 bis 1929 gehörte der Violinist zu den Berliner Philharmonikern.
Im Auftrag der Reichs-Rundfunk-Gesellschaft gründete er 1929 ein Unterhaltungs- und Tanzorchester. Er spielte in Berliner Lokalen, vor allem aber instrumentierte er eine große Anzahl von Schallplatten- und Filmkompositionen. Egon Kaiser und sein Orchester wurden auf den Schallplatten und im Filmvorspann nur unregelmäßig erwähnt, manchmal ist das Orchester in den Filmen aber auch zu sehen. Auf Schallplatten ist das Orchester von Egon Kaiser auch unter den Pseudonymen Mario Elki und Harry Hiller zu hören. Sein Tanzorchester begleitete auf zahlreichen Schallplattenaufnahmen bekannte Schlagerinterpreten, insbesondere Paul Erdmann Deine Beine (April 1932), Paul Dorn Jeder macht mal eine Dummheit (März 1933) und Mach' die Augen zu und träum' mit mir von Liebe (August 1933), Erwin Hartung Wenn es ein Glück gibt (Dezember 1933), Paul Dorn Nur du bringst mir das Glück ins Haus (Januar 1934), Erwin Hartung Señorita, ich sing’ dir ein Lied (Januar 1934), Max Mensing Ein wenig Leichtsinn kann nicht schaden (März 1934) und Sei mir wieder gut, kleine Frau (Oktober 1935) und Oft fängt das Glück beim Walzer an (Oktober 1935), Paul Dorn Das ist das alte Lied (April 1935), Ludwig Bernauer Ich lieb’ dich, ich küss’ dich (November 1937), Erwin Hartung Das ist Berlin (Januar 1938), Kurt Mühlhardt Das Fräulein Gerda (Oktober 1938), Erwin Hartung Lamberts Nachtlokal (November 1938), Paul Dorn Der Onkel Jonathan und The Donkey’s Serenade (Dezember 1938) und Kann denn Liebe Sünde sein? (aus dem Film Der Blaufuchs, Januar 1939), Inge Vesten Wenn der Toni mit der Vroni (Februar 1939), Ludwig Bernauer Sonnenschein für alle (März 1939), Paul Dorn Einmal kommt ein Dieb zu dir (März 1939) und So süß hab’ ich noch nie geträumt (Juni 1939) oder Ludwig Bernauer bei Swiss Hopla Walk (Oktober 1939).
Bis zuletzt war Kaiser mit seinem Orchester aktiv. Seine letzte Ruhestätte fand er auf dem Berliner Heidefriedhof. Das Nutzungsrecht an seiner Grabstätte ist inzwischen abgelaufen und die Grabstelle nicht mehr erhalten.

## Filmografie
- 1932: Husarenliebe
- 1933: Der Walzerkrieg
- 1934: Die große Chance
- 1939: Morgen werde ich verhaftet
- 1940: Ein Mann auf Abwegen
- 1950: Schwarzwaldmädel
- 1951: Wenn die Abendglocken läuten
- 1952: Mein Herz darfst Du nicht fragen
- 1953: Mit siebzehn beginnt das Leben
- 1953: Wenn am Sonntagabend die Dorfmusik spielt
- 1953: Die Rose von Stambul
- 1953: Wenn der weiße Flieder wieder blüht
- 1953: Briefträger Müller
- 1954: Auf der Reeperbahn nachts um halb eins
- 1954: Rittmeister Wronski
- 1954: Die schöne Müllerin
- 1954: Ännchen von Tharau
- 1954: Der treue Husar
- 1954: Schützenliesel
- 1955: Charleys Tante
- 1955: Liebe ist ja nur ein Märchen
- 1955: Der fröhliche Wanderer
- 1956: Das Donkosakenlied
- 1956: Das Sonntagskind
- 1956: Schwarzwaldmelodie
- 1956: Was die Schwalbe sang